# Alejandro González Pareja
Alejandro González Pareja, född 11 oktober 1977, är en chilensk fotbollsspelare i den puertoricanska klubben Islanders som har spelat där sedan 2005.

## Karriär
González började sin professionella fotbollskarriär i Universidad Católica. 1998 till 1999 spelade han för Jacksonville i USL First Division. Innan chilenaren slutligen flyttade till Puerto Rico spelade han för Palestino där han gjorde en utmärkt säsong.